# Giersleben
Giersleben – gmina w Niemczech, w kraju związkowym Saksonia-Anhalt, w powiecie Salzland, w gminie związkowej Saale-Wipper.
Do 31 grudnia 2009 gmina była częścią wspólnoty administracyjnej Stadt Hecklingen.